# Fabó Éva Sportuszoda

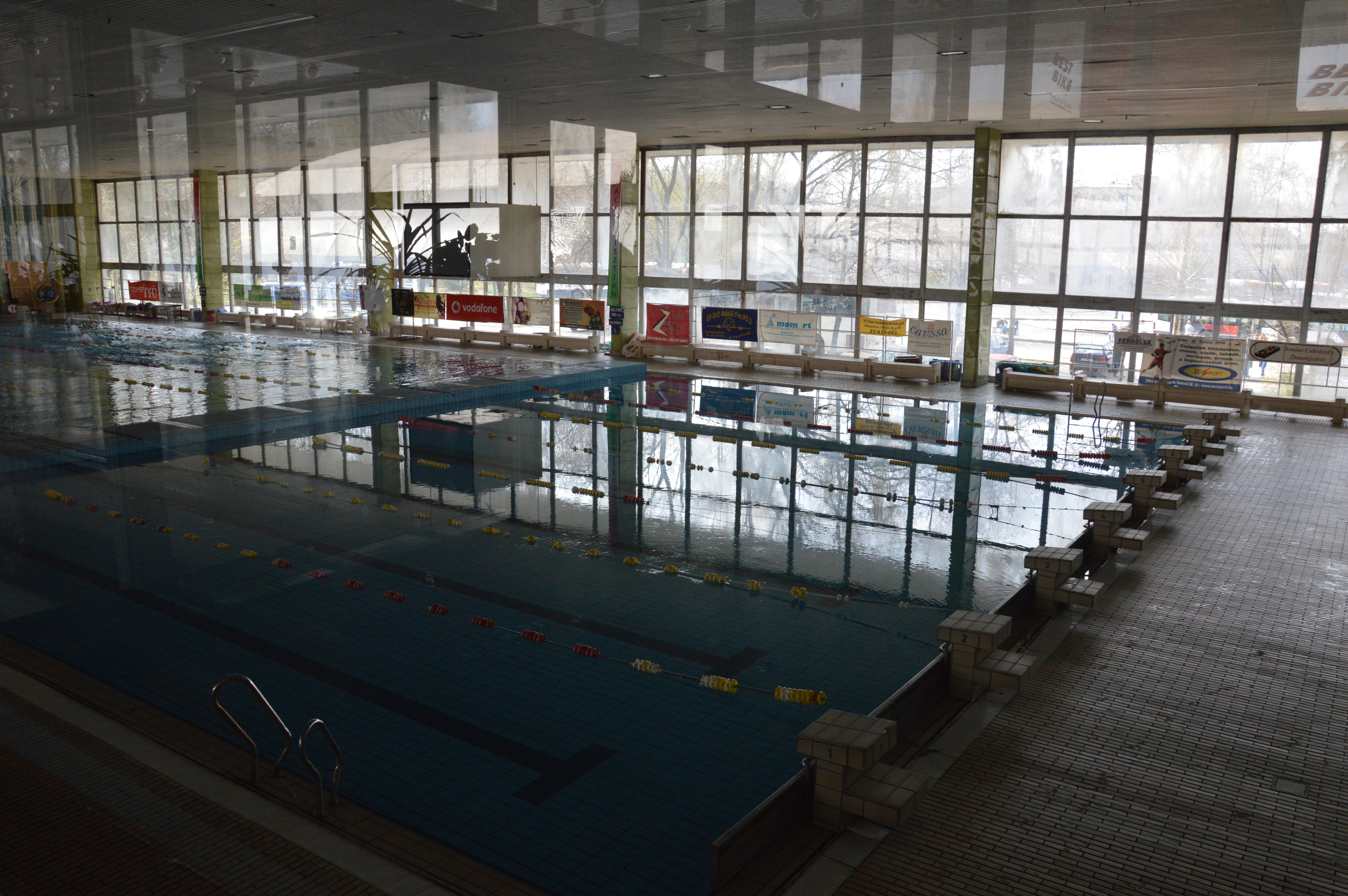
A Fabó Éva Sportuszoda 2014-ben

A Fabó Éva Sportuszoda uszoda Dunaújvárosban.

## Történelme

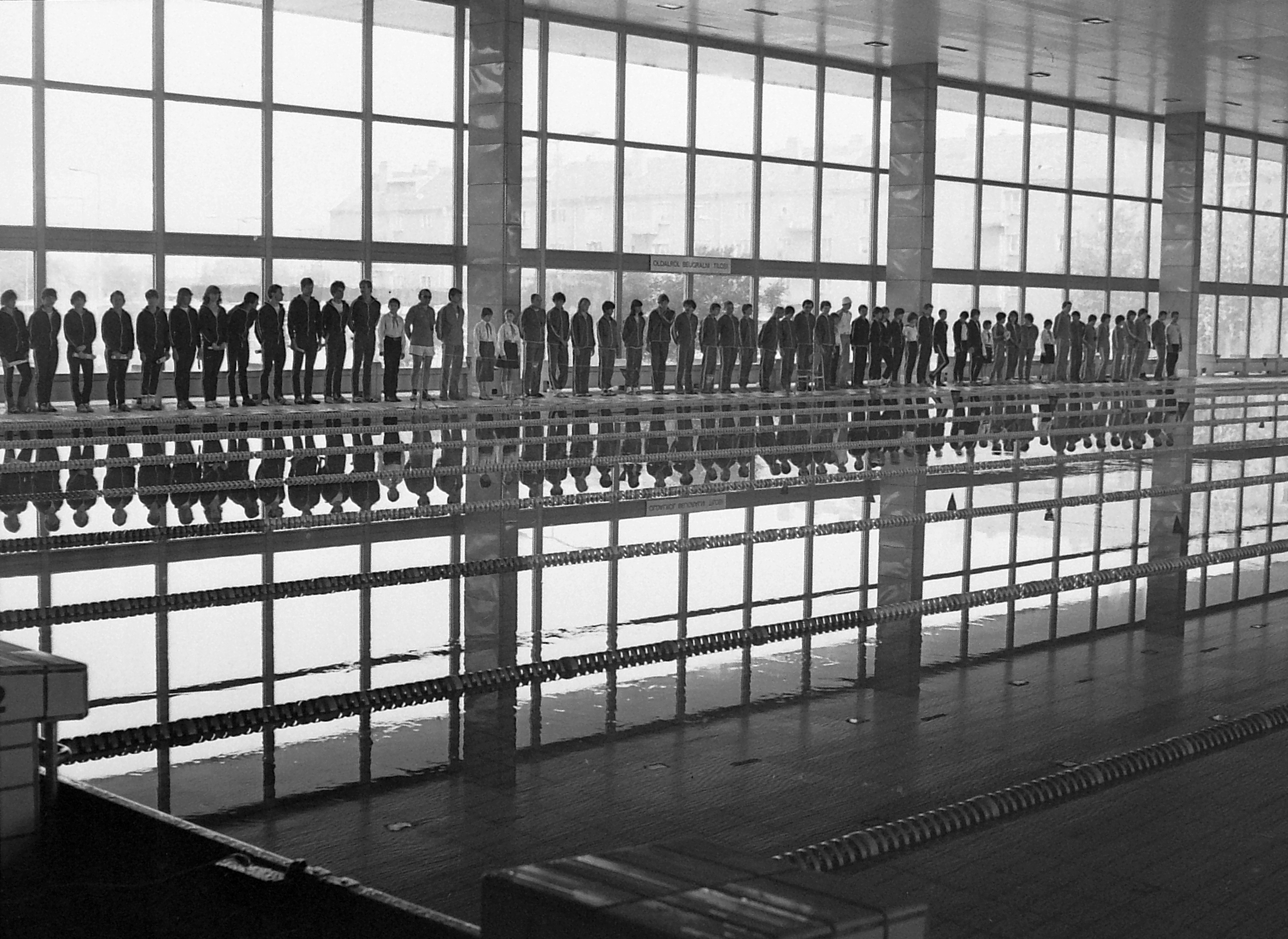
A sportuszoda 1982-ben

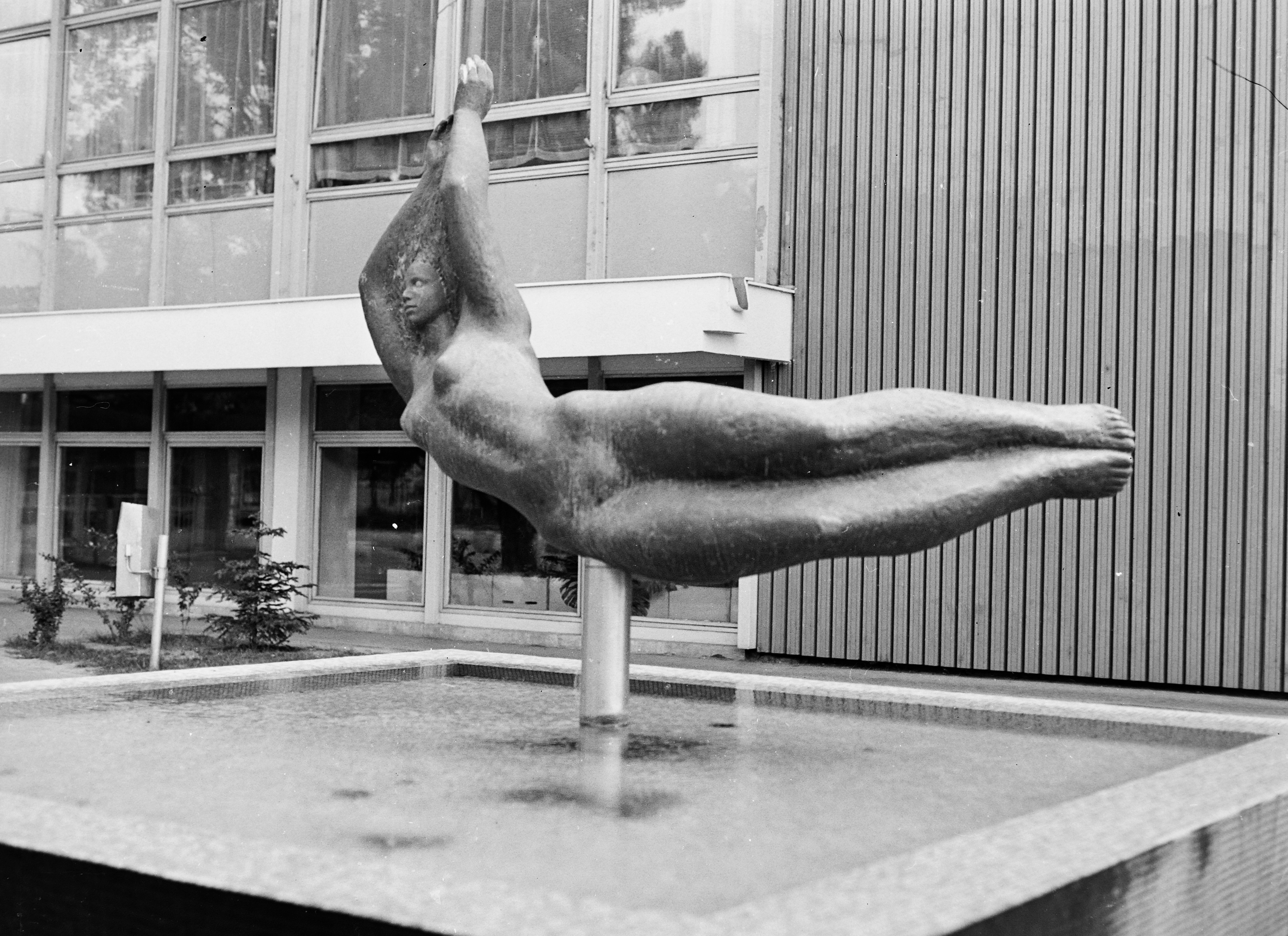
Sellő című szobor 1979-ben

Az 1968-ban átadott gyermekmedencét, külső medencét és a külső öltözőcsoport a bejárati épülettel Weichinger Károly tervei alapján építették fel. A tervek már ekkor is számoltak egy fedett uszoda létesítésével, amelyet azonban csak bő tíz évvel később, 1977. április 2-án avattak fel. A Péchy Imre terve alapján épített komplexum különlegessége a 42 métert áthidaló, a Vasmű által tervezett és gyártott acél tetőszerkezet, valamint az ország első mozgatható fenéklemező úszó medencéje. Az egyéves évfordulón 1978-ban az uszoda előtt állították fel Cyránski Mária Sellő című szobrát. Az uszoda 1996-ban vette fel Fabó Éva búvárúszó nevét.
2017-ben a Fabó Éva Sportuszodában forgatták a Vörös veréb című amerikai film egyes jeleneteit.